# Ral·li La Vila Joiosa
El Ral·li de La Nucia - Mediterrani, és una prova de ral·li que ha donat continuïtat a la prova que anteriorment, entre 2004 i 2011, era conegut com a Ral·li La Vila Joiosa (oficialment en castellà: Rally La Vila Joiosa - Trofeo Costa Blanca), i que fins al 2003 era conegut com a Rally Mediterráneo.
El ral·li es va disputar anualment entre el 1991 i el 2011 pels voltants de La Vila Joiosa, a la Marina Baixa. Organitzada per l'Asociación Interclubs de Automovilismo de la Provincia de Alicante (AIA), la prova va ser puntuable per al Campionat d'Espanya de ral·lis fins que el 2012 es va deixar d'organitzar per causes econòmiques.
L'any 2016 es reempren la prova, utilitzant com a localitat base La Nucia, a la Marina Baixa, canviant la seva denominació.

## Palmarès
| Any  | Edició                             | Pilot               | Copilot              | Cotxe                    | Camp.         |
| ---- | ---------------------------------- | ------------------- | -------------------- | ------------------------ | ------------- |
| 1991 | 1º Rally Mediterráneo              | ?                   | ?                    |                          |               |
| 1992 | 2º Rally Mediterráneo              | ?                   | ?                    | ?                        |               |
| 1993 | 3º Rally Mediterráneo              | ?                   | ?                    |                          |               |
| 1994 | 4º Rally Mediterráneo              | ?                   | ?                    | ?                        |               |
| 1995 | 5º Rally Mediterráneo              | ?                   | ?                    | ?                        |               |
| 1996 | 6º Rally Mediterráneo              | ?                   | ?                    | ?                        |               |
| 1997 | 7º Rally Mediterráneo              | ?                   | ?                    | ?                        |               |
| 1998 | 8º Rally Mediterráneo              | ?                   | ?                    | ?                        |               |
| 1999 | 9º Rally Mediterráneo              | Alex Abadía         | Maribel Varón        | Peugeot 106 Kit Car      | Preinscripció |
| 2000 | 10º Rally Mediterráneo             | Jesús Puras         | Marc Martí           | Citroën Xsara Kit Car F2 | Esp           |
| 2001 | 11º Rally Mediterráneo             | Jesús Puras         | Marc Martí           | Citroën Xsara T4 WRC     | Esp           |
| 2002 | 12º Rally Mediterráneo             | Dani Solà           | Àlex Romaní          | Citroën Saxo S1600       | Esp           |
| 2003 | 13º Rally Mediterráneo             | Dani Solà           | Àlex Romaní          | Citroën Saxo S1600       | Esp           |
| 2004 | 14º Rally La Vila Joiosa           | Alberto Hevia       | Alberto Iglesias     | Renault Clio S1600       | Esp           |
| 2005 | 15º Rally La Vila Joiosa           | Alberto Hevia       | Alberto Iglesias     | Renault Clio S1600       | Esp           |
| 2006 | 16º Rally La Vila Joiosa           | Dani Solà           | Xavier Amigo         | Citroën C2 S1600         | Esp           |
| 2007 | 17º Rally La Vila Joiosa           | Miguel Fuster       | José Vicente Medina  | Fiat Grande Punto S2000  | Esp           |
| 2008 | 18º Rally La Vila Joiosa           | Miguel Fuster       | José Vicente Medina  | Fiat Grande Punto S2000  | Esp           |
| 2009 | 19º Rally La Vila Joiosa           | Miguel Fuster       | José Vicente Medina  | Porsche 911 GT3          | Esp           |
| 2010 | 20º Rally La Vila Joiosa           | Miguel Fuster       | José Vicente Medina  | Porsche 911 GT3          | Esp           |
| 2011 | 21º Rally La Vila Joiosa           | Miguel Fuster       | Nacho Aviñó          | Porsche 911 GT3          | Esp           |
| 2016 | 22º Rally de La Nucía-Mediterráneo | Alberto Monarri     | Rodrigo Sanjuan      | Mitsubishi Lancer Evo X  | Esp           |
| 2017 | 23º Rally de La Nucía-Mediterráneo | Iván Ares           | José Antonio Pintor  | Hyundai i20 R5           | Esp           |
| 2018 | 24º Rally de La Nucía-Mediterráneo | Miguel Fuster       | Nacho Aviñó          | Ford Fiesta R5           | Esp           |
| 2019 | 25º Rally de La Nucía-Mediterráneo | Pepe López          | Borja Rozada         | Citroën C3 R5            | Esp           |
| 2020 | 26º Rally de La Nucía-Mediterráneo | José Antonio Suárez | Alberto Iglesias Pin | Škoda Fabia Rally2 evo   | Esp i S-CER   |
| 2021 | 27º Rally de La Nucía-Mediterráneo | Surhayen Pernía     | Alba Sánchez         | Hyundai i20 R5           | Esp i S-CER   |
| 2022 | 28º Rally de La Nucía-Mediterráneo | Pepe López          | Borja Rozada         | Hyundai i20 R5           | Esp i S-CER   |